# Stephen Collins
Stephen Weaver Collins (Des Moines, Iowa, 1 de octubre de 1947) es un actor estadounidense. Es conocido por interpretar a Eric Camden en la serie de televisión de larga duración 7th Heaven de 1996 a 2007. Además, ha interpretado los papeles de Dayton King en la serie de televisión de ABC No Ordinary Family y Gene Porter en la serie de televisión Revolution. Antes de 7th Heaven , Collins era conocido por su papel del comandante Willard Decker en la película de 1979 Star Trek: The Motion Picture y la serie de televisión de culto Tales of the Gold Monkey.
Su carrera terminó abruptamente en 2014 cuando confesó haber tenido conductas sexuales inapropiadas contra varios menores.
Las últimas informaciones sobre el juicio de Jeffrey Epstein lo relacionan con la trama de pedofilia que se llevaba a cabo principalmente en la isla privada del magnate. El nombre de Stephen Collins es uno de los mencionados en la lista que el magnate confesó a las autoridades antes de su suicidio. 

## Biografía
Nacido en Des Moines, Iowa, pero creció junto con sus dos hermanos mayores en Hastings-on-Hudson, Nueva York, hijo de Madeleine (nombre de soltera Robertson) y Cyrus Stickney Collins, quien era ejecutivo de aePapelínea. Estudió en el Amherst College, graduándose cum laude. Collins tocó la guitarra en varias bandas de rock and Papell en Amherst, como Tambourine Charlie & The Four Flat Tires, The Naugahyde Revolution, y The Flower & Vegetable Show.  
Ha actuado en varias obras de Broadway como The Ritz y No Sex Please, We´re British (Sexo no por favor, somos británicos).
Probablemente su papel más recordado es el del capitán Jake Cutter en la serie de televisión de 21 capítulos, Tales of the Gold Monkey (Los cuentos del mono de oro) junto a Caitlin O'Heaney y Jeff MacKay. Otros papeles destacados fueron lo de Reverendo Eric Camden en la serie 7th. Heaven (Séptimo cielo), el Capitán/Comandante Willard Decker en Star Trek: La película, el marido de Diane Keaton en The First Wives Club y como Hugh W. Sloan, hijo; en el drama histórico All the President's Men (Todos los Hombres del Presidente), de Alan J. Pakula y como el Sr. Harter, el padre adoptivo de Teddy, en Los tres chiflados.
En televisión también ha participado de forma episódica en The Waltons, Barnaby Jones, Los ángeles de Charlie, Colgados en Filadelfia (como padre biológico de Dennis y Dee, personajes de la serie), y en otras series y miniseries para televisión.
Collins también ha escrito dos novelas: Eye Contact en el año 1994 y Double Exposure (1998).

## Vida personal
Collins estuvo casado con Marjorie Weinman de 1970 a 1978. En 1985, se casó con la actriz Faye Grant, a quien había conocido en el set de Tales of the Gold Monkey en 1982. Juntos tienen una hija, Kate, que nació en 1989. Se separaron en 2012 y, después de 30 años de matrimonio, se emitió un decreto final de divorcio en enero de 2015.
Collins es episcopal y practicante de la Meditación Trascendental (MT) y ha participado en la técnica avanzada de Vuelo Yóguico de MT desde 1980. Hasta octubre de 2014, fue codirector nacional del Comité para el Estrés. Free Schools, que aboga por la práctica de la MT en las escuelas y financia la investigación de la MT.Ha vuelto a ser noticia tras casarse con una "superfan" llamada Jenny Nagel, de 37 años, viven juntos en Fairfield, Iowa, y ambos comparten la pasión por la meditación trascendental.

Su sobrino es el líder de la banda de rock Eve 6, Max Collins.

## Escándalo y abusos sexuales
En octubre de 2014, durante el proceso de divorcio de Faye Grant, Collins confesó ser un pedófilo compulsivo y haber abusado sexualmente de tres menores de edad durante los años 70, 80 y el último ocurrido en 1994. Collins asegura que más adelante ha seguido teniendo el impulso de actuar de la misma forma, y dijo que era agonizante pensar en si debía pedir perdón a aquellas de quienes abusó. Según su ex terapeuta, tiene un "trastorno de personalidad con tendencias psicópatas".
Los abusos también fueron tema de un episodio de la Serie documental Demonios de Hollywood de Investigation Discovery

## Filmografía

### Televisión
| Año       | Título                                            | Papel                           | Notas                                                |
| --------- | ------------------------------------------------- | ------------------------------- | ---------------------------------------------------- |
| 1975      | The Waltons                                       | Todd Clarke                     | Episodio: "The Abdication"                           |
| 1976      | Brink's: The Great Robbery                        | Agent Donald Nash               | Película para televisión                             |
| 1977      | The Rhinemann Exchange                            | David Spaulding                 | Miniseries 3 episodios                               |
| 1978      | Charlie's Angels                                  | Steve Carmody                   | Episodio: "Angel Come Home"                          |
| 1980      | The Henderson Monster                             | Pete Casimir                    | Película para televisión                             |
| 1981      | Great Performances                                | Morton Fullerton                | Episodio: "Edith Wharton: Looking Back"              |
| 1981      | Summer Solstice                                   | Young Joshua Turner             | Película para televisión                             |
| 1982      | Inside the Third Reich                            | Karl Hanke                      | Película para televisión                             |
| 1982      | Tales of the Gold Monkey                          | Jake Cutter                     | Papel principal (21 episodios)                       |
| 1983      | Chiefs                                            | Billy Lee                       | Miniseries 3 episodios                               |
| 1984      | Threesome                                         | Peter Hatten                    | Película para televisión                             |
| 1984      | Dark Mirror                                       | Jim Eiseley                     | Película para televisión                             |
| 1985      | The Hitchhiker                                    | Todd Fields                     | Episodio: "And If We Dream"                          |
| 1986      | Hold the Dream                                    | Shane O'Neil                    | Miniseries                                           |
| 1987      | The Two Mrs. Grenvilles                           | Billy Grenville Jr.             | Miniseries                                           |
| 1988      | Weekend War                                       | Captain John Deason             | Película para televisión                             |
| 1988      | Tattingers                                        | Nick Tattinger                  | Papel principal (13 episodios)                       |
| 1990      | Working It Out                                    | David Stuart                    | Papel principal (13 episodios)                       |
| 1991      | A Woman Named Jackie                              | John F. Kennedy                 | Miniseries 3 episodios                               |
| 1992      | A Woman Scorned: The Betty Broderick Story        | Dan Broderick                   | Película para televisión                             |
| 1992      | Her Final Fury: Betty Broderick, The Last Chapter | Dan Broderick                   | Película para televisión                             |
| 1993      | Remember                                          | Clee Donovan                    | Película para televisión                             |
| 1993      | The Disappearance of Nora                         | Jack Fremont                    | Película para televisión                             |
| 1994      | Scarlett                                          | Ashley Wilkes                   | Miniseries 2 episodios                               |
| 1995      | A Family Divided                                  | Roger Billingsley               | Película para televisión                             |
| 1995      | Sisters                                           | Gabriel 'Gabe' Sorenson         | Papel recurrente (16 episodios)                      |
| 1996      | On Seventh Avenue                                 | Tom Aiken                       | Película para televisión                             |
| 1996      | The Babysitter’s Seduction                        | Bill Bartrand                   | Película para televisión                             |
| 1996      | An Unexpected Family                              | Sam                             | Película para televisión                             |
| 1996–2007 | 7th Heaven                                        | Rev. Eric Camden                | Papel principal (242 episodios) Directed 3 episodios |
| 1998      | An Unexpected Life                                | Sam                             | Película para televisión                             |
| 1999      | As Time Runs Out                                  | Dan Carlin                      | Película para televisión                             |
| 1999      | Batman Beyond                                     | Tony Maychek/Earthmover (voice) | Episodio: "Earthmover"                               |
| 2001      | Jumping Ship                                      | Gardener                        | Película para televisión                             |
| 2002      | State of Grace                                    | Norris Sinclair                 | 1 episode, "Sophisticated Ladies"                    |
| 2005      | Celebrity Poker Showdown                          | Himself                         | Qualified for the first tournament                   |
| 2006–2007 | It's Always Sunny in Philadelphia                 | Bruce Mathis                    | 2 episodios                                          |
| 2008      | Law & Order: Special Victims Unit                 | Pierson Bartlett                | Episodio: "Trade"                                    |
| 2008      | Every Second Counts                               | Joe Preston                     | Película para televisión                             |
| 2009–2011 | Private Practice                                  | The Captain                     | 4 episodios                                          |
| 2010      | No Ordinary Family                                | Dayton King                     | Elenco (20 episodios)                                |
| 2010      | Brothers & Sisters                                | Charlie                         | Episodio: "A Righteous Kiss"                         |
| 2011      | The Office                                        | Walter Bernard Sr.              | Episodio: "Garden Party"                             |
| 2013      | Falling Skies                                     | President Benjamin Hathaway     | 2 episodios                                          |
| 2013      | Scandal                                           | Reed Wallace                    | Episodio: "Happy Birthday, Mr. President"            |
| 2013      | The Fosters                                       | Rev. Adams                      | Episodio: "I Do"                                     |
| 2013      | Devious Maids                                     | Philippe Delatour               | 6 episodios                                          |
| 2013      | Revolution                                        | Gene Porter                     | Papel principal; season 2 (22 episodios)             |
| 2014      | Avengers Assemble                                 | Howard Stark (voice)            | Episodio: "Thanos Rising"                            |

### Cine
| Year | Title                         | Role                             |
| ---- | ----------------------------- | -------------------------------- |
| 1976 | All the President's Men       | Hugh W. Sloan Jr.                |
| 1977 | Between the Lines             | Michael                          |
| 1978 | Fedora                        | Young Barry Detweiler            |
| 1979 | The Promise                   | Michael Hillyard                 |
| 1979 | Star Trek: The Motion Picture | Captain/Commander Willard Decker |
| 1980 | Loving Couples                | Greg                             |
| 1985 | Brewster's Millions           | Warren Cox                       |
| 1986 | On Dangerous Ground           | Dr. David Lowell                 |
| 1986 | Jumpin' Jack Flash            | Marty Phillips                   |
| 1989 | The Big Picture               | Attorney                         |
| 1990 | Stella                        | Stephen Dallas                   |
| 1992 | My New Gun                    | Gerald Bender                    |
| 1996 | The First Wives Club          | Aaron Paradis                    |
| 1999 | Drive Me Crazy                | Mr. Maris                        |
| 2003 | The Commission                | Joseph A. Ball                   |
| 2006 | Blood Diamond                 | Ambassador Walker                |
| 2007 | Because I said So             | Joe Dresden                      |
| 2008 | Hole in the Paper Sky         | Mr. Benson                       |
| 2012 | The Three Stooges             | Mr. Harter                       |
| 2014 | Penance                       | Priest                           |

## Discografía
- 1993: Sondheim: Putting It Together
- 2003: Stephen Collins
- 2005: The Hits of Rick Nelson

## Obras
- Collins, Stephen (1994). Eye Contact. Bantam. ISBN 978-0553095852.
- Collins, Stephen (1998). Double Exposure: A Novel. William Morrow. ISBN 978-0688158934.